# Dimayor 1983
El Campeonato Oficial DIMAYOR 1983 fue la quinta edición del principal torneo de la División Mayor del Básquetbol de Chile, máxima categoría del básquetbol profesional de Chile. Al término del campeonato, Universidad Católica se consagró campeón de este torneo por primera vez en su historia.

## Aspectos generales
Respecto al año anterior, 1982, fue grande el salto cuantitativo que dio la DIMAYOR. De solo 10 equipos participantes en el Torneo, se pasó a 16 con la incorporación del Deportivo Flecha de Temuco, Instituto Profesional de Chillán, Deportivo Liceo de Curicó, San José de Temuco, Malta Morenita de Osorno, Universidad de Chile y la reintegración, en solitario, de la Universidad de Concepción quien, el año anterior, había participado fusionado con Petrox.
El sistema de campeonato seguía siendo de todos contra todos, sin liguilla ni Playoff. El campeón sería aquel equipo que jugadas las dos ruedas del torneo, reuniera más cantidad de puntos.

## Equipos participantes
- Español de Talca
- Esperanza de Valparaíso
- Flecha de Temuco
- IPROCH de Chillán
- Liceo Curicó
- Malta Morenita de Osorno
- Naval de Talcahuano
- Petrox-UBB de Concepción
- Phoenix de Valdivia
- San José de Temuco
- Sportiva Italiana (Valparaíso)
- Thomas Bata de Peñaflor
- Unión Española
- Universidad Católica
- Universidad de Concepción
- Universidad de Chile

## Tabla de posiciones
| Pos | Equipo                          | PJ | PG | PP | Pts |
| --- | ------------------------------- | -- | -- | -- | --- |
| 1°  | Universidad Católica            | 30 | 23 | 7  | 53  |
| 2°  | Phoenix de Valdivia             | 30 | 22 | 8  | 52  |
| 3°  | Petrox-UBB                      | 30 | 22 | 8  | 52  |
| 4°  | Sportiva Italiana de Valparaíso | 28 | 20 | 8  | 48  |
| 5°  | San José de Temuco              | 28 | 19 | 9  | 47  |
| 6°  | Malta Morenita de Osorno        | 28 | 18 | 10 | 46  |
| 7°  | Español de Talca                | 28 | 15 | 13 | 43  |
| 8°  | Thomas Bata de Peñaflor         | 28 | 12 | 16 | 40  |
| 9°  | Unión Española                  | 28 | 12 | 16 | 40  |
| 10° | Universidad de Chile            | 28 | 11 | 17 | 39  |
| 11° | Naval de Talcahuano             | 28 | 11 | 17 | 39  |
| 12° | Esperanza de Valparaíso         | 28 | 10 | 18 | 38  |
| 13° | Universidad de Concepción       | 28 | 9  | 19 | 37  |
| 14° | Flecha de Temuco                | 28 | 9  | 19 | 37  |
| 15° | Liceo de Curicó                 | 28 | 8  | 20 | 36  |
| 16° | IPROCH de Chillán               | 28 | 6  | 22 | 34  |

|  | Campeón de la Dimayor |

## Campeón
| Chile                                   |
| Campeón Universidad Católica 1.º título |